# Army of Occupation Medal

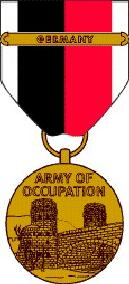
Medaille mit Bandauflage "Germany"

Die Medaille der Besatzungsarmee (englisch: Army of Occupation Medal) ist eine seit 1990 nicht mehr zur Verleihung gelangende Medaille der Streitkräfte der Vereinigten Staaten.

## Stiftung
Die Stiftung der Medaille für Angehörige der United States Army erfolgte durch das Kriegsministerium der Vereinigten Staaten am 5. April 1946. Die Medaille sollte als Anerkennung für den Dienst während der Besatzung von Deutschland, Italien, Österreich, Japan oder Korea dienen. 1948 wurde die Verleihung auf Angehörige der United States Air Force, die kurz zuvor erst aufgestellt worden war, ausgedehnt.
Nach Auflösung des Kriegsministeriums waren für die Abwicklung der Verleihungen formell das United States Department of the Army und das United States Department of the Air Force zuständig.
Die Auszeichnung wurde auch als Fahnenband an Einheiten verliehen. Angehörige der Navy und Marine bekamen die am gleichen Band verliehene Navy Occupation Service Medal, die aber eigene Bandauflagen hatte und eine unterschiedliche Medaillengestaltung aufwies.
Die nächsthöherrangige Auszeichnung ist die World War II Victory Medal, im Rang darunter steht die Medal for Humane Action.

## Geschichte
Obgleich die Medaille bereits im April 1946 gestiftet worden war, wurde die erste Medaille erst am 2. April 1947 verliehen. Erster Empfänger war der General of the Army und spätere Präsident der USA Dwight D. Eisenhower.
Da West-Berlin bis 1990 Besatzungsgebiet war, wurde die Medaille annähernd 45 Jahre verliehen, was sie zu einer der längstverliehenen Medaillen des Zweiten Weltkrieges als auch des Kalten Krieges machte. Einige der Empfänger waren zwei Generationen nach dem Ende des stiftungsinitierenden Konflikts geboren, die Medaille wurde daher teilweise ähnlich wie die National Defense Service Medal als „Multi-Generationen-Auszeichnung“ betrachtet.
Die letzte Medaille wurde am 2. Oktober 1990 verliehen.

## Verleihungsvoraussetzungen
Für die Verleihung musste ein Soldat an 30 aneinanderhängenden Tagen in einem Besatzungsgebiet Dienst geleistet haben.
Zur Medaille der Besatzungsarmee wurden zudem zwei Bandauflagen verliehen, die das grobe Besatzungsgebiet des abgeleisteten Dienstes zeigten, die allerdings nur zur Volldekoration getragen wurden und auf der Bandschnalle entfielen.
Soldaten, die in den Jahren 1948 und 1949 an mindestens 92 aufeinanderfolgenden Tagen Dienst im Zuge der Berliner Luftbrücke geleistet hatten, trugen zudem ein kleines goldenes Flugzeug auf dem Band.
Soldaten, die in folgenden Gebieten zu angegebenen Zeiten Dienst geleistet haben, erhielten die Medaille mit der Bandauflage „Germany“ („Deutschland“):
- Deutschland – 9. Mai 1945 bis 5. Mai 1955
- Österreich – 9. Mai 1945 bis 27. Juli 1955
- Italien – 9. Mai 1945 bis 15. September 1947
- West-Berlin – 9. Mai 1945 bis 2. Oktober 1990

Soldaten, die in folgenden Gebieten zu angegebenen Zeiten Dienst geleistet haben, erhielten die Medaille mit der Bandauflage „Japan“:
- Japan – 3. September 1945 bis 27. April 1952
- Korea – 3. September 1945 bis 29. Juni 1949[3]

## Gestaltung
Auf der Vorderseite der Medaille ist die zerstörte Ludendorff-Brücke zu sehen. Auf der Rückseite sind zwei japanische Dschunken vor dem Mount Fuji zu sehen.

## Trivia
Es war nicht unüblich, dass die Medaille ohne formelle Verleihung direkt nach Ankunft in dem Besatzungsgebiet von den zuständigen Versorgungsunteroffizieren mit anderen Abzeichen und weiterer Ausrüstung ausgegeben wurde. Wenn einzelne Soldaten dies hinterfragten, wurde ihnen erwidert, dass sie die nächsten 30 Tagen ohnehin nicht verlegt würden ("You aren't going anywhere for 30 days!") und sie warten sollten, bis sie die Medaille tragen.
Ein weit verbreiteter Irrtum besagt, dass die Bandschnalle mit dem schwarzen Abschnitt innen/zur Rechten des Trägers getragen wurde, wenn die Bandauflage „Germany“ verliehen wurde und dass die Bandschnalle mit dem roten Abschnitt innen/zur Rechten des Trägers getragen wurde, wenn die Bandauflage „Japan“ verliehen wurde. Tatsächlich formell korrekt war lediglich die Trageweise mit dem schwarzen Abschnitt innen.